# Гоберман, Давид Ноевич
Дави́д Но́евич Гоберма́н (24 января 1912, Минск — 11 декабря 2003, Санкт-Петербург) — советский и российский художник, график, фотограф, искусствовед и этнограф. Член Союза художников СССР.

## Биография
Родился в Минске в традиционной еврейской семье, одним из пятерых детей. Разговорным языком в семье был идиш. Его отец был флейтистом, ко времени рождения сына занимался мелкой торговлей; мать была домохозяйкой. Учился в хедере, в еврейской школе Гилеля Молочникова, затем в белорусской школе, и одновременно брал уроки живописи у минской художницы Юлии Николаевны Леонтьевой, ученицы И. К. Айвазовского. Занимался живописью и скульптурой у А. М. Бразера. В 1929 году переехал в Ленинград, где уже жили два его брата. Работал на заводе токарем и учился в студии ИЗОРАМа (Изо рабочей молодежи Ленинграда). В 1932 году стал студентом Ленинградского инженерно-строительного института. В 1933—1939 годах Д. Н. Гоберман учился на архитектурном факультете Академии Художеств в Ленинграде у Н. А. Тырсы и Н. Ф. Лапшина. Знакомится и сближается в это время с художниками Н. Альтманом и А. Капланом. В 1939 году был призван в армию, где служил в сапёрных войсках до окончания Великой Отечественной войны. Отец художника погиб в Минском гетто.
В послевоенные годы Давид Гоберман поселился в Кишинёве, где занялся изучением декоративно-прикладного искусства Молдавии, разрабатывал эскизы ковров на основе народных мотивов для местной ткацкой фабрики. В 1945 году вступил в Союз художников и в Союз архитекторов СССР. В 1955 году защитил кандидатскую диссертацию по орнаменталистике традиционных молдавских ковров. Ездил в искусствоведческие экспедиции по Молдавии, Буковине и Закарпатью. Во всех экспедициях, помимо сбора этнографического материала, Д. Н. Гоберман фотографировал предметы народного искусства — традиционные бессарабские ковры, деревянные церкви Западной Украины, объекты народного зодчества (деревянные скульптуры Иисуса Христа у колодцев в Молдавии, резные украшения на избах), надгробные памятники. Особенно подробно Д. Г. Гоберман занимался изучением народного искусства гуцулов, в том числе национальной одежды, драгоценностей, традиционных украшений, гончарных изделий и керамики, вышивки, тканей. В 1970-х годах поселился в Ленинграде, где жил до конца жизни.
Собранные Д. Г. Гоберманом уникальные фотографические материалы составили основу изданных им на протяжении последующих лет на русском, молдавском и украинском языках монографий и фотоальбомов — «Молдавские ковры: выпуск первый» (1959), «Ковры Молдавии» (1960), «Гуцульщина — край искусства» (1966), «Памятники деревянного зодчества Закарпатья» (1970), «Росписи гуцульских гончаров» (1972, украинское издание — 2005), «Памятники молдавского искусства на Буковине» (1972), «Памятники боевой и революционной славы Молдавии» (на молдавском языке, 1976), «Каменный цветок Молдавии» (1979), «Искусство гуцулов» (1980), «Поклонные кресты Молдовы» (2004), искусствоведческие альбомы-путеводители серии «Дороги к прекрасному» — «По Молдавии» (1975), «По Гуцульщине» (1979), «По Северной Буковине» (1983).
В 1998 году вышла книга воспоминаний и размышлений «Художник о себе», в 1987 году к 75-летию и в 2002 году к 90-летию художника — альбомы-каталоги его живописных работ «Выставка произведений», в 2002 году — также к 90-летию художника — документальный фильм «Гоберман глазами Гобермана». Большинство живописных работ Д. Н. Гобермана находятся в частных коллекциях, среди самых известных — «Берег Камы» (1949, холст, масло), «Ленинград. На каменном острове» (1956, холст, масло), графические работы — «Красные дома» (1973), «Спящее село» (1975), «Старик с трубкой» (1978), «Букет в чёрной вазе» (1983), «Керамические сосуды» (1983), «Натюрморт с портретом» (1985), «Портрет архитектора» (1985), «Пейзаж с жёлтым домом» (1986). Начиная с 1980-х годов живописные работы Д. Н. Гобермана экспонировались на нескольких персональных выставках, последняя из которых — выставка рисунка 1942—2002 годов — прошла в марте 2004 года в Санкт-Петербурге.
Начиная с конца 1930-х годов Д. Г. Гоберман фотографировал надгробные памятники XVIII — начала XX века на еврейских кладбищах Украины, а после войны — Молдавии и Западной Украины. На протяжении нескольких десятилетий ему удалось запечатлеть и описать сотни резных надгробий на действующих и заброшенных еврейских кладбищах бывших еврейских местечек Бессарабии, Северной Буковины и Восточной Галиции (современной Молдавии, Черновицкой, Ивано-Франковской и Закарпатской областей Украины). Еврейское население этих местечек было уничтожено во время войны и большая часть сфотографированных и каталогизированных им надгробных стел были впоследствии разрушены, в связи с чем собранная Д. Н. Гоберманом коллекция негативов является уникальной. Кроме того, так как в советское время публикация подобных материалов была невозможна, Д. Н. Гоберман стал фактически первым, кто занялся их систематическим изучением. Однако опубликовать эти фотографии стало возможным лишь в послеперестроичные годы — в 1990—2000-е годы в России и в США вышли двуязычные альбомы фотографий еврейских надгробий с комментариями автора «Еврейские надгробья на Украине и в Молдове» (1993), «Carved Memories: Heritage in Stone From the Russian Jewish Pale» (Резная память: наследие в камне из черты еврейской оседлости, 2000), «Забытые камни: еврейские надгробия 18 — начала XX века в Молдове» (2000), «Еврейские надгробия на Украине» (2001). Выставка из 70 фотографий еврейских надгробий из коллекции Д. Г. Гобермана «Within the Pale: Jewish Tombstones in the Ukraine and Moldova Photographed by David Goberman» (В черте оседлости: еврейские надгробия на Украине и в Молдове, сфотографированные Давидом Гоберманом) прошла в Бруклинском художественном музее (Brooklyn Art Museum) с 14 января по 30 апреля 2000 года. Подобные выставки прошли в Кишинёве, Киеве, Санкт-Петербурге и Москве. Для сохранения более тысячи негативов Кеннетом Пушкиным (Kenneth A. Pushkin) и Энн Саммерфельд Холлиуэлл (Anne Sommerfeld Halliwell) был организован «Архив Гобермана» в США (The Goberman Archive). На основе сделанных фотографий Д. Н. Гоберман создал серию монотипий, посвящённых сюжетам резных надгробий старого кишинёвского кладбища, снесённого в 1950-х годах.
Умер 11 декабря 2002 года. Похоронен на Преображенском еврейском кладбище

## Книги
- Художник Давид Гоберман: Каталог выставки. Свердловск, 1940.
- Каталог выставки. Союз советских архитекторов. Ленинградское отделение. Ленинград, 1948.
- Каталог выставки. Союз советских архитекторов. Ленинградское отделение. Ленинград, 1957.
- Молдавские ковры. Альбом. Выпуск I. Кишинёв: Картя молдовеняскэ, 1959.
- Ковры Молдавии. Кишинёв: Картя молдовеняскэ, 1960.
- Гуцульщина — край искусства. Москва—Ленинград: Искусство, 1966.
- Памятники деревянного зодчества Закарпатья. Фотоальбом. Ленинград: Аврора, 1970.
- Росписи гуцульских гончаров. Фотоальбом. Типография Globus Wien. Ленинград: Искусство, Ленинградское отделение, 1972.
- Памятники молдавского искусства на Буковине. Этнография и искусство Молдавии. Кишинёв: Штиинца, 1972.
- По Молдавии. Путеводитель. Серия «Дороги к прекрасному». Ленинград: Искусство, Ленинградское отделение, 1975.
- Старый Орхей — Орхеюл векь (на русском, молдавском и английском языках). Кишинёв: Тимпул, 1975.
- Монументеле де глорие милитарэ ши револуционарэ дин Молдова (Памятники воинской славы революционеров Молдавии) — Памятники боевой и революционной славы Молдавии (на русском, молдавском и английском языках). Кишинёв: Тимпул, 1976.
- Каменный цветок Молдавии. Кишинёв: Картя молдовеняскэ, 1978.
- По Гуцульщине. Путеводитель. Серия «Дороги к прекрасному». Ленинград: Искусство, Ленинградское отделение, 1979.
- Искусство гуцулов. Москва: Советский художник, 1980.
- Памятники искусства Советского Союза: Украина и Молдавия. Справочник-путеводитель. Составитель Г. Н. Лонгвин. Фотосъёмка А. А. Александрова, Д. Н. Гобермана, Г. Н. Лонгвина и М. М. Чуракова. Типография «Эдицион Лейпциг». Москва: Искусство, 1982.
- По Северной Буковине. Путеводитель. Серия «Дороги к прекрасному». Ленинград: Искусство, Ленинградское отделение, 1983.
- Выставка произведений. Каталог. Ленинград: Художник РСФСР, 1987.
- Еврейские надгробья на Украине и в Молдове. Jewish Tombstones in the Ukraine and Moldova. Параллельный текст на русском и английском языках. Серия «Шедевры еврейского искусства», том 5. Москва: Имидж, 1993.
- Мотивы еврейского искусства в рисунках Давида Гобермана. Санкт-Петербург: ЭЗРО, 1996.
- Художник о себе. Санкт-Петербург: Литера, 1998.
- Еврейские надгробия XVIII—XIX вв. на Украине и в Молдове: выставка фотографий. Каталог. Санкт-Петербург: Союз художников России, 1999.
- Carved Memories: Heritage in Stone From the Russian Jewish Pale (Резная память: наследие в камне из черты еврейской оседлости, 150 фотографий). Нью-Йорк: Rizzoli International Publications, 2000.
- Забытые камни: еврейские надгробия в Молдове. Forgotten Stones: Jewish Tombstones in Moldova. На русском и английском языках. Санкт-Петербург: Искусство, 2000.
- Еврейские надгробия на Украине. Jewish Tombstones in the Ukraine. На русском и английском языках. Санкт-Петербург: Искусство, 2001.
- Д. Н. Гоберман. Выставка произведений. Санкт-Петербург: Искусство, 2002.
- Поклонные кресты Молдовы. Troiţele moldoveneşti. Москва: Искусство России, 2004.
- Мотиви гуцульського керамічного розпису. Киев: Дух і Літера, 2005.
- Бумажные мосты: пять еврейских поэтов. Перевод с идиша. Иллюстрации Давида Гобермана. СПб: Издательство Европейского университета в Санкт-Петербурге, 2012.
- Живопись. Графика (альбом). СПб: Издательство Европейского университета в Санкт-Петербурге, 2015[8][9].

## Галерея
- Плакат «Н. Симонов в фильме „Пётр Первый“». 1937
- Плакат «Путешествие в Арзрум». 1937
- Еврейское надгробие. Фотография Д. Н. Гобермана
- Еврейское надгробие. Фотография Д. Н. Гобермана (недоступная ссылка)
- Д. Н. Гоберман с молдавской художницей Адой Зевиной (1918—2005). Кишинёв. 2000 (недоступная ссылка) (см. А. М. Зевина)